# 다비드 가예고
다비드 가예고 로드리게스(스페인어: David Gallego Rodríguez, 1972년 1월 26일, 카탈루냐 주 수리아 ~)는 스페인의 전직 축구 선수이자 감독이다.

## 선수 경력
카탈루냐 주 바르셀로나 도 스페인 출신인 가예고는 고향 수리아에서 성인 무대 신고식을 치렀고, 이후 1991년에 세군다 디비시온 B의 로스피탈레트로 이적했다. 그는 이후 세군다 B 무대에서 활약했는데, 만례우, 레반테, 산트 안드레우, 코르도바, 테라사, 그리고 에르쿨레스를 전전했다. 에가렌스인(Egarenses) 소속으로는 1997-98 시즌에 개인 역대 최다인 19골을 기록했다.
가예고는 2001년 1월에 세군다 디비시온으로 승격한 코르도바로 복귀했다. 그는 1월 14일에 0-0으로 비긴 알바세테와의 원정 경기에 선발로 출전해 첫 프로 경기를 치렀고, 7일 후에는 2-0으로 이긴 스포르팅 히혼전에서 첫 프로 득점에 성공했다.
2002년 여름, 가예고는 라 리가의 레크레아티보로 이적했다. 그는 9월 1일에 2-3으로 패한 말라가와의 안방 경기에서 후반전 교체로 출전해 1부 리그 첫 경기를 치렀다.
레크레가 1부 리그에서 강등되면서, 가예고는 테라사로 복귀했다. 또다시 강등의 굴욕을 맛본 그는 더 하부 리그로 내려가 바달로나와 만레사를 거쳐 2009년에 37세로 현역에서 은퇴했다.

## 감독 경력
은퇴 직후, 가예고는 감독으로 전향해 2010년 1월 23일에 산트 펠리우 사세라의 감독이 되었다. 7월, 그는 친정 수리아로 복귀해 2013년 말에 세고나 카탈라나승격을 이룩했다.
2013년 6월 25일, 가예고는 에스파뇰의 유소년부 감독이 되어 연하부 감독을 맡았다. 2016년 6월 16일, 그는 3부 리그의 2군 감독으로 승진했다.
2018년 4월 20일, 가예고는 키케 산체스 플로레스 감독의 해임으로 공석이 된 1군 감독이 되었다. 5월 30일, 그는 이전에 맡았던 2군 감독으로 복귀했다.
2019년 6월 6일, 가예고는 루비의 후임으로 2년 계약을 맺고 1군 감독이 되었다. 그러나, 10월 7일, 그는 성적 부진으로 경질되었다.
2020년 7월 21일, 가예고는 2부 리그의 스포르팅 히혼 감독이 되었다. 2022년 2월 22일, 그는 17번의 경기에서 불과 3승밖에 거두지 못하면서 경질되었다.

## 감독 통계
2022년 2월 20일 기준
| 구단               | 국적   | 취임            | 해임            | 기록 | 기록 | 기록 | 기록 | 기록 | 기록 | 기록 | 기록  | 주     |
| 구단               | 국적   | 취임            | 해임            | 전   | 승   | 무   | 패   | 득   | 실   | 차   | 율 %  | 주     |
| ------------------ | ------ | --------------- | --------------- | ---- | ---- | ---- | ---- | ---- | ---- | ---- | ----- | ------ |
| 산트 펠리우 사세라 | 스페인 | 2010년 1월 23일 | 2010년 7월 1일  | 17   | 2    | 4    | 11   | 12   | 34   | −22  | 11.76 |        |
| 수리아             | 스페인 | 2010년 7월 1일  | 2013년 6월 25일 | 102  | 67   | 14   | 21   | 255  | 103  | +152 | 65.69 |        |
| 에스파뇰 B         | 스페인 | 2016년 6월 16일 | 2018년 4월 20일 | 72   | 32   | 20   | 20   | 105  | 72   | +33  | 44.44 | [ 12 ] |
| 에스파뇰           | 스페인 | 2018년 4월 20일 | 2018년 5월 30일 | 5    | 4    | 1    | 0    | 10   | 2    | +8   | 80.00 | [ 13 ] |
| 에스파뇰 B         | 스페인 | 2018년 5월 30일 | 2019년 6월 6일  | 38   | 16   | 12   | 10   | 55   | 38   | +17  | 42.11 | [ 14 ] |
| 에스파뇰           | 스페인 | 2019년 6월 6일  | 2019년 10월 7일 | 16   | 7    | 4    | 5    | 25   | 19   | +6   | 43.75 | [ 15 ] |
| 스포르팅 히혼      | 스페인 | 2020년 7월 21일 | 2022년 2월 22일 | 77   | 31   | 23   | 23   | 76   | 66   | +10  | 40.26 | [ 16 ] |
| 합계               | 합계   | 합계            | 합계            | 327  | 159  | 78   | 90   | 538  | 334  | +204 | 48.62 | —      |